# مهاجر (کمیک استریپ)
مهاجر، اثر شان تَن، رمان تصویری بی‌کلامی است که انتشارات Hodder در سال ۲۰۰۶ آن را منتشر کرده است. این کتاب ۱۲۸ صفحه و مشتمل بر شش فصل است.
شان تن (متولد ۱۹۷۴) نویسنده و تصویرگری استرالیایی است. او تحصیلات رسمی در زمینه‌ی تصویرگری ندارد و مهارتش را از راه آزمون و خطا کسب کرده است. شاید همین امر باعث شده قصه‌های درخشانی خلق کند و با ذهنی باز سراغ کتاب‌های مصور برود. شان تن در رشته‌ی هنر، تاریخ و ادبیات تحصیل کرد و این نکته در کتاب‌هایش هویداست.
این اثر فاخر دربارهٔ مهاجرت است و دردها و رنج‌هایش. در این اثر هیچ کلمه‌ای به کار نرفته و تمام قصه با تصاویری هنرمندانه و به سبک رئالیسم جادویی روایت می‌شود. تولید این کتاب ۵ سال به طول انجامید.
موضوع این اثر مهاجرت یک نفر به دنیایی خیالی است که گاهی به دنیای ما هم بی‌شباهت نیست. شان تَن بدون استفاده از دیالوگ یا متن، تجربیات پدری را به تصویر می‌کشد که به سرزمینی بیگانه مهاجرت می‌کند. شان تَن گفته است که می‌خواسته کتابش حس همدلی و نوع‌دوستی را در مخاطبان برانگیزد: «در استرالیا، مردم هیچ وقت به این فکر نمی‌کنند که چه بلایی سر بعضی از این پناهنده‌ها می‌آید. مردم استرالیا فقط به دید مزاحم به آن‌ها نگاه می‌کنند، بدون اینکه تصویر بزرگ‌تر را در نظر بگیرند. قصدم این نبوده که کتابم نظر کسی را عوض کند، اما اگر دست‌کم برخی افراد را به تأمل وادارد، حس موفقیت به من دست خواهد داد.»

## خلاصهٔ داستان
رمان مصور مهاجر داستانی جهان‌شمول دربارهٔ مهاجرت و دربارهٔ مردی است که خانه‌اش را ترک می‌کند تا شغلی بیابد و خانواده‌اش را تأمین کند. این رمان مصور دربارهٔ تنهایی، غربت، و البته امید در سرزمین بیگانه است.